# Особик, Владимир Васильевич
Владимир Васильевич Особик (29 октября 1943, Череповец — 18 июля 1997, Санкт-Петербург) — советский актёр театра и кино, заслуженный артист РСФСР (1978), лауреат Государственной премии СССР (1984).

## Биография
Владимир Особик родился в Череповце, где его родители находились в эвакуации; в 1944 году семья вернулась в родной Ленинград. В школьные годы он играл в самодеятельном театре — знаменитом в Ленинграде «пионерском театре» Владимира Поболя.
Ещё школьником снялся в главной роли в фильме «Ребята с Канонерского» (1960); но этот фильм остался практически незамеченным. Известность пришла к Владимиру Особику в неполные 19 лет, в 1962 году, когда на экраны страны вышел фильм Юлия Карасика «Дикая собака динго», в котором актёр, утверждённый без кинопроб, сыграл главную мужскую роль.
По окончании Института театра, музыки и кинематографии в 1966 году Особик был принят в труппу Ленинградского театра им. В. Ф. Комиссаржевской и нашёл своего режиссёра в тогдашнем художественном руководителе театра Рубене Агамирзяне. На протяжении многих лет был одним из ведущих актёров; в том же театре дебютировал как режиссёр, поставив спектакль «Зверь» по пьесе М. Гиндина и В. Синакевича. Одновременно много работал на радио и телевидении; занимался также преподавательской деятельностью в ЛГИТМиК; курс Особика (выпуск 1978 года) открыл театр в Абакане.
После смерти Р. Агамирзяна Владимир Особик покинул театр и последние пять лет, с 1992 по 1997, вместе с женой, актрисой Еленой Рахленко, работал в Театре Сатиры на Васильевском.
Умер 18 июля 1997 года; похоронен на Серафимовском кладбище в Санкт-Петербурге.

## Творчество
Владимир Особик был актёром преимущественно театральным. Успешным был уже его дебют в театре — в спектакле Вальдаса Ленцевичуса «Принц и нищий». Особик стал для многих любимым актёром после того как сыграл Нодари в спектакле «Если бы небо было зеркалом» (по повести Нодара Думбадзе «Я вижу солнце»). Нина Аловерт вспоминает его Человека от театра в спектакле «…Забыть Герострата!» по пьесе Г. Горина: «Он присутствовал на сцене на протяжении всего спектакля, но почти не говорил и не действовал — ситуация для актера сложнейшая. И все-таки от Особика нельзя было глаз отвезти, таким значительным было его молчание». И наконец, настоящим откровением как для зрителей, так и для критиков стал его царь Фёдор в легендарном спектакле Рубена Агамирзяна «Царь Фёдор Иоаннович», поставленном в 1972 году.
Одарённый пластически, — писала Нина Аловерт, — актёр сделал пластику тела «вторым голосом», способом актёрского существования. В своих белых одеждах Царь Особика временами не ходил, а как будто летал, особенно в сцене, где хотел всех примирить. Вскидывал руки, как крылья, и летел от Ирины — к Годунову, от Годунова — к Шуйскому, от Шуйского — к Ирине. Неожиданно останавливался и вслушивался в каждую фразу, всматривался в лица собеседников, затем зажмуривал глаза, чтобы эти лица не видеть и только сердцем постичь сплетение лжи и предательства. Новое испытание обрушивается на Царя, он узнает, что его хотят развести с женой. И это самый страшный удар: посягнули на его святыню — на человеческое сердце, на любовь… Полёт прекращался, начиналось метание по сцене. Как безумный бросался он с печатью в руке к столу и падал сверху на стол, припечатывая приказ об аресте Шуйского, одним движением решая участь Шуйского и свою, потому что с этой минуты начиналась гибель Царя.
Иван Краско, игравший в спектакле Ивана Петровича Шуйского, впоследствии вспоминал: «…Все мы находились под гипнозом его чувств и страстей. И когда в финале он бился об стену — этот хрупкий человек — он с такой яростью и мощью пытался разбить эту стену непонимания — „Аринушка! Иди ко мне! Я правду от неправды не отличу!“ Мы все в этот момент чувствовали, как рвётся его аорта. У меня все леденело внутри…»
Роль царя Фёдора была признана Всероссийским театральным обществом лучшей ролью года, на Всесоюзном смотре творческой молодёжи в 1973 году за эту же роль Владимиру Особику была присуждена первая премия, а в 1984 году он разделил с режиссёром-постановщиком и исполнителем роли Бориса Годунова Станиславом Ландграфом Государственную премию СССР.

### Театральные работы

#### Актёрские
Театр им. В. Ф. Комиссаржевской
- «Принц и нищий» Вальдаса Ленцевичуса (по М. Твену) — Принц
- «Если бы небо было зеркалом» Н. Думбадзе. Постановка Р. Агамирзяна — Нодар
- 1972 — «Забыть Герострата!» Г. Горина — Лицо от театра
- 1972 — «Царь Фёдор Иоаннович» А. К. Толстого. Постановка Р. Агамирзяна — царь Фёдор
- «Иосиф Швейк против Франца Иосифа» В. Рацера и Б. Константинова — Бретшнайдер

Театр Сатиры на Васильевском
- «Прощальная гастроль князя К», по повести Ф. М. Достоевского «Дядюшкин сон» — князь К

#### Режиссёрские
- «Зверь» М. Гиндина и В. Синакевича — Театр им. В. Ф. Комиссаржевской
- 1995 — «А у нас есть тоже патефончик…» (спектакль-концерт по песням Л. Утёсова) — Театр Сатиры на Васильевском
- Спектакль по А. Чехову: «На большой дороге» и «Юбилей» — Театр Сатиры на Васильевском, незавершённая постановка

### Работы на телевидении
- 1981 — «Похищение чародея». Постановка Г. Селянина — Акиплеша
- 1981 — «Страницы кондуита». Постановка Г. Селянина — Лёля
- 1981 — «Объявлен розыск…» Постановка Г. Селянина — Сергей Иванович Миронов
- «Двойник», по повести Ф. М. Достоевского. Постановка Ю. Маляцкого — Голядкин

### Фильмография
- 1960 — Ребята с Канонерского — Валя
- 1962 — Дикая собака динго — Коля Сабанеев, приёмный сын отца Тани, племянник Надежды Петровны
- 1967 — Дорога домой — подпоручик Дик
- 1978 — Комиссия по расследованию — Природин
- 1980 — Я — актриса — Александр Блок